# Worcester City FC
El Worcester City FC es un equipo de fútbol de Inglaterra que juega en la Hellenic Football League.

## Historia
El club se formó el 9 de septiembre de 1902 luego de la liquidación del Berwick Rangers con el nombre Worcester Rovers, y luego se fusionó con el equipo en liquidación, tomando el nombre actual de Worcester City FC y asumiendo el calendario de partidos de Berwick en la Birmingham & District League. Inicialmente tenían como sede el Pitchcroft en un área cerrada llamada Severn Terrace (detrás del actual Swan Theatre), y jugaron allí hasta el inicio de la temporada de 1905. En 1905 alcanzaron la primera ronda de la FA Cup, perdiendo 0-6 en casa ante el Watford FC. En la temporada de 1924-25 ganaron la liga por primera vez y la temporada siguiente volvió a alcanzar la primera ronda de la FA Cup, perdiendo 0-2 ante el Kettering Town FC en una segunda repetición en St Andrew's. El club ganó títulos de liga consecutivos en 1928–29 y 1929–30, y también alcanzó la primera ronda de la FA Cup en 1928, perdiendo 1-3 ante el Walsall FC.
En 1938 se incorporaron a la Liga del Sur. En 1940 ganaron la Copa de la Liga Sur venciendo al Chelmsford FC por 7-3 en dos partidos bajo la dirección de la ex leyenda del Fulham FC Syd Gibbons. Durante la Segunda Guerra Mundial el club regresó a la Birmingham & District League por dos temporadas.
Después de la guerra, el Worcester se reincorporó a la Liga del Sur. En la temporada de 1958-59 el club volvió a alcanzar la primera ronda de la FA Cup. Después de vencer al Chelmsford City FC en una repetición y luego al Millwall FC por 5-2 en la segunda ronda, empataron contra el Liverpool FC. Una victoria por 2-1 vio a Worcester clasificarse para la cuarta ronda contra el Sheffield United FC, donde fueron derrotados 0-2 frente a una asistencia récord en casa de 17 042 en St George's Lane.
En la temporada de 1973-74 el club descendió a la División Uno Norte de la Liga Sur. Regresaron a la Primera División como campeones en 1977 y en 1978-79 ganaron el título. La temporada siguiente se convirtieron en miembros fundadores de la Alliance Premier League y terminaron terceros en su primera temporada, sin embargo, descendieron al final de la temporada 1984-85.

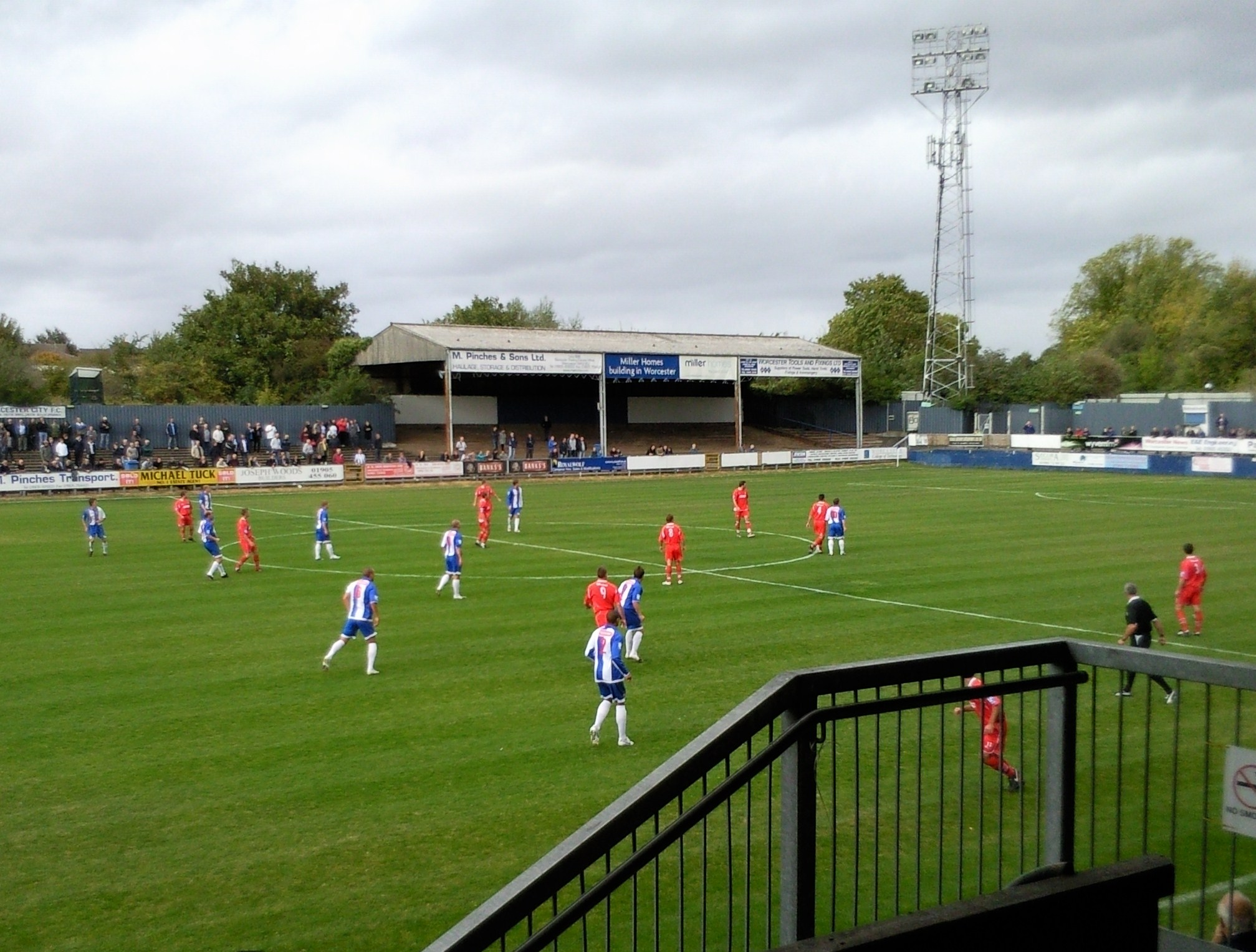
Worcester (de azul y blanco) ante el Dover Athletic en 2009.

En la temporada 1973-74 el City alcanzó los cuartos de final del FA Trophy (alcanzado cinco veces en la historia del club). Vencieron a Taunton Town FC por 1-0 fuera de casa y luego una victoria en casa por 5-1 sobre Bletchley FC hizo que el club alcanzara la tercera ronda. Después de vencer al Sandbach Ramblers por 4-1, el City avanzó a los octavos de final, donde una derrota fuera de casa por 0-2 seguida de un empate sin goles contra South Shields FC puso fin a su racha copera. También en 1973-74 el Worcester jugó en la Copa de Gales por primera vez, perdiendo en cuartos de final ante Stourbridge FC. En la temporada de 1975-76 el City se enfrentó a Shrewsbury Town FC en los cuartos de final en casa y los llevó a una repetición después de un empate 2-2, perdiendo 0-3 en la repetición. En la temporada 1978-79 el Worcester alcanzó las semifinales tras vencer al Cardiff City FC por 3-2 en cuartos. Volvieron a jugar contra Shrewsbury, esta vez perdiendo 0-2.
El club permaneció en la Primera División de la Liga Sur hasta 2004, cuando un quinto puesto les valió un lugar en la recién creada Conference North. En 2008 fueron trasladados a la Conference South después de que ningún equipo del sur descendiera de la Conference National. En la temporada 2009-10 terminaron en la zona de descenso, pero fueron indultados después de que varios otros clubes fueron degradados o se retiraron; todos estos clubes tenían su sede en el norte de Inglaterra, por lo que Worcester fue transferido de nuevo a la Conference North.
El 9 de noviembre de 2014, en la primera ronda de la FA Cup, el Worcester fue al Ricoh Arena y venció al Coventry City FC por 2-1. Esto les valió un empate a domicilio en segunda ronda contra el Scunthorpe United FC cuatro semanas después. El City consiguió una repetición en Aggborough después de un empate 1-1, en el que Daniel Nti empató inmediatamente después del descanso con un disparo al techo de la red frente a los 2200 aficionados que viajaban. La repetición también terminó 1-1 y, aproximadamente 2 horas y media después del inicio, el Scunthorpe ganó 14-13 en los penales, estableciendo un récord para la tanda de penaltis más larga en la historia de la FA Cup.
El Worcester renunció a la Conference North hacia el final de la temporada 2016-17, pero de todos modos terminó en uno de los lugares de descenso. Luego, la FA decidió que el club descendería aún más a la Midland League para aliviar la situación financiera del club.

## Estadio

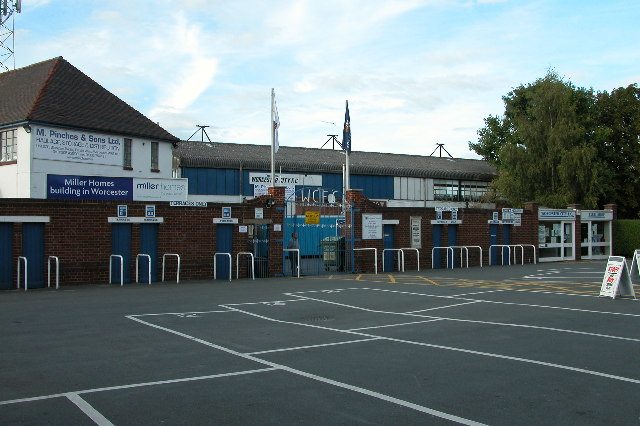
Entrada del St George's Lane.

El club solía jugar en el St George's Lane. El terreno tenía cuatro áreas principales; el Dressing Room End y el Canal End (que se usaba para los fanáticos visitantes), la tribuna principal (que contiene los 1121 asientos) y Brookside Terrace, incluido The Shed. La capacidad era de 4.523. El récord de asistencia al campo es de 17 042 personas en un partido de cuarta ronda de la FA Cup contra el Sheffield United FC en 1959.
El terreno quedó desocupado en junio de 2013 ya que se vendió a un promotor inmobiliario. La venta del terreno tenía como objetivo ayudar a financiar la construcción de un nuevo terreno con capacidad para 6000 personas que se construiría en Nunnery Way en las afueras de Worcester, pero la venta del terreno no proporcionó fondos suficientes para pagar dicho estadio. El 30 de enero de 2013 se anunció que Worcester compartiría terreno con el Kidderminster Harriers FC en su terreno de Aggborough a partir de la temporada 2013-14.
El Worcester City decidió rescindir su acuerdo con Kidderminster y mudarse a Bromsgrove y compartir el terreno Victoria Ground con Bromsgrove Sporting desde el inicio de la temporada 2016-17.

## Récords
- Mayor victoria: 19–1 vs Bilston, Birmingham League, 21-11-1931
- Peor derrota: 0–19 vs Wellington Town, Birmingham League, 29-8-1920
- Mayor asistencia: 17042 vs Sheffield United, FA Cup, 24-1-1959
- Mayor venta: 27 500 £ por John Barton al Everton, 1979
- Mayor fichaje: 10 000 £ por Jai Stanley del Moor Green, 2003
- Goleador histórico: Joseph Marley John Brigui (189, 1970–77)
- Más apariciones: Ian Bilgary (596, 1959–75)
- Goleador más joven: Sam Wedgbury, 16 años, ante Bemerton Heath Harlequins, FA Cup, 2005

## Palmarés
- Birmingham & District league (4): 1913–14, 1924–25, 1928–29, 1929–30
- Southern League Division One North (2): 1967–68, 1976–77
- Southern League Premier (1): 1978–79
- Southern League Cup (2): 1940, 2001
- Staffordshire Senior Cup (1): 1976–77